# Jan Allan
Jan Bertil Allan, född den 7 november 1934 i Falun, är en svensk kompositör och musiker (trumpet). 
Jan Allan började som trumpetare i Carl-Henrik Norins orkester 1955, och spelade ofta på Nalen.
Han spelade också med bland andra Lars Gullin, Arne Domnérus, Jan Johansson, Georg Riedel och Bengt Hallberg. Med de två sistnämnda bildade han senare en trio under namnet Trio con Tromba.
Jan Allan är känd för att spela mycket melodiskt, och hade under en period en speciell lite väsande ton.
Han var under en period också samtidigt fysiker och disputerade i partikelfysik vid Stockholms universitet 1976.
Jan Allan är gift med Ann Allan. År 2013 gav de tillsammans ut boken Jan Allan minns sitt femtiotal, med Jan Allans egna fotografier.

## Priser och utmärkelser
- 1970 – Gyllene skivan för albumet Jan Allan -70
- 1970 – Grammis för albumet Jan Allan -70 i kategorin "Årets jazzproduktion"
- 1994 – Thore Ehrling-stipendiet
- 2000 – Lars Gullin-priset
- 2004 – Jan Johansson-stipendiet
- 2011 – Monica Zetterlund-stipendiet
- 2011 – Bert Levins stiftelse för jazzmusik
- 2015 – Litteris et Artibus
- 2018 – Kungliga Musikaliska Akademiens jazzpris

## Filmografi

### Roller
- 1978 – Picassos äventyr
- 1981 – Sopor
- 1999 – Trollkarlen
- 2012 – Trumpet på svenska

### Musik
- 1970 – Förpassad